# زیردریایی کلاس سی‌سی
زیردریایی کلاس سی‌سی (به انگلیسی: CC-class submarine) یک کلاس از زیردریایی است که طول آن ۱۴۴ فوت (۴۴ متر) می‌باشد.